# Сиренте
Сиренте (итал.  Sirente) — гора в  Абруццких Апеннинах в итальянской области Абруцци.

## Описание
Гора в  Абруццких Апеннинах , состоящая из хребта, который от плато Овиндоли поднимается с пологим уклоном до высоты 2349 м над уровнем моря, затем падение с разломной стеной и перепадами высот 500—700 м на Прати-дель-Сиренте. Гора Сиренте дала название целому участку Центральных Апеннин между долиной Атерно, бассейном Субекуана, Форка-Карузо, бассейном  Фучино и хребтом Велино.